# Nazionale femminile di pallavolo del Senegal
La nazionale femminile di pallavolo del Senegal è una squadra africana composta dalle migliori giocatrici di pallavolo del Senegal ed è posta sotto l'egida della Federazione pallavolistica del Senegal.

## Risultati

### Competizioni CAVB
| 1976 | non qualificata | -            |
| 1985 | non qualificata | -            |
| 1987 | non qualificata | -            |
| 1991 | non qualificata | -            |
| 1993 | non qualificata | -            |
| 1995 | non qualificata | -            |
| 1997 | non qualificata | -            |
| 1999 | non qualificata | -            |
| 2001 | non qualificata | -            |
| 2003 | 8º posto        | Convocazioni |
| 2005 | non qualificata | -            |
| 2007 | 5º posto        | Convocazioni |
| 2009 | 4º posto        | Convocazioni |
| 2011 | 4º posto        | Convocazioni |
| 2013 | 4º posto        | Convocazioni |
| 2015 | 4º posto        | Convocazioni |
| 2017 | 4º posto        | Convocazioni |
| 2019 | 3º posto        | Convocazioni |
| 2021 | 7º posto        | Convocazioni |

### Competizioni zonali
| 1978 | ?               | -            |
| 1987 | ?               | -            |
| 1991 | ?               | -            |
| 1995 | ?               | -            |
| 1999 | 7º posto        | Convocazioni |
| 2003 | non qualificata | -            |
| 2007 | 11º posto       | Convocazioni |
| 2011 | 5º posto        | Convocazioni |
| 2015 | 5º posto        | Convocazioni |
| 2019 | 5º posto        | Convocazioni |
| 2024 | non qualificata | -            |